# Wascator

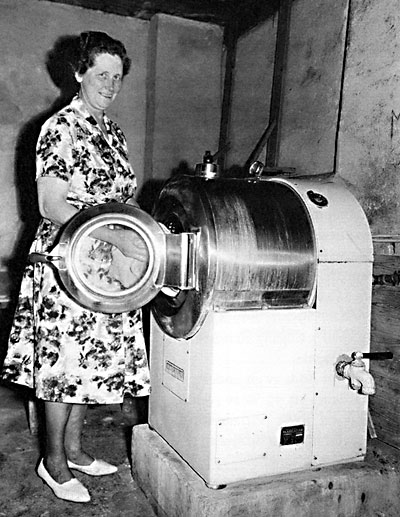
Wascator i tvättstugemiljö på 1950-talet

Wascator (Numera: Electrolux Professional) är en svensk tillverkare av främst tvättmaskiner. Företaget utvecklade den moderna automatiska tvättmaskinen och den frontmatade tvättmaskinen för tvättbarer. Företaget är numera en del av Electrolux. Namnet "Wascator" är ett teleskopord av engelska "washing" (Tvätta) och "lavatory" (Tvättrum).

## Historik
Wascator går tillbaka till flera olika bolag: Calor, Domus, Coronaverken och CTC.

### Calor
Företagets ena ursprung är Värmelednings AB Calor som bildades i Stockholm 1902 av direktör Johan Albert Rydh. Firman installerade främst värmeledningar, men även stora remdrivna tvättmaskiner för industriellt bruk. Verksamheten inom tvättmaskinsbranschen hamnade 1947 i det då bildade Verkstads AB Calor, vilket leddes av Holger Petterson.

### Domus
Under andra världskriget konstruerades i Göteborg en frontmatad tvättmaskin av företaget Perab som 1947 bytte namn till Domus. Det företaget saknade emellertid resurser att vidareutveckla sin maskin. Osborne Walldén, en hemvändande svenskamerikan, köpte aktierna och tillförde kapital och nya idéer. Byggd på en amerikansk ritning utvecklades en 7 kilos tvättmaskin som senare blev Wascator TM7. Idén till namnet Wascator fick Walldén och försäljaren Hans Lindqvist 1947 och snart kallades hela företaget Wascator.

### Coronaverken och CTC

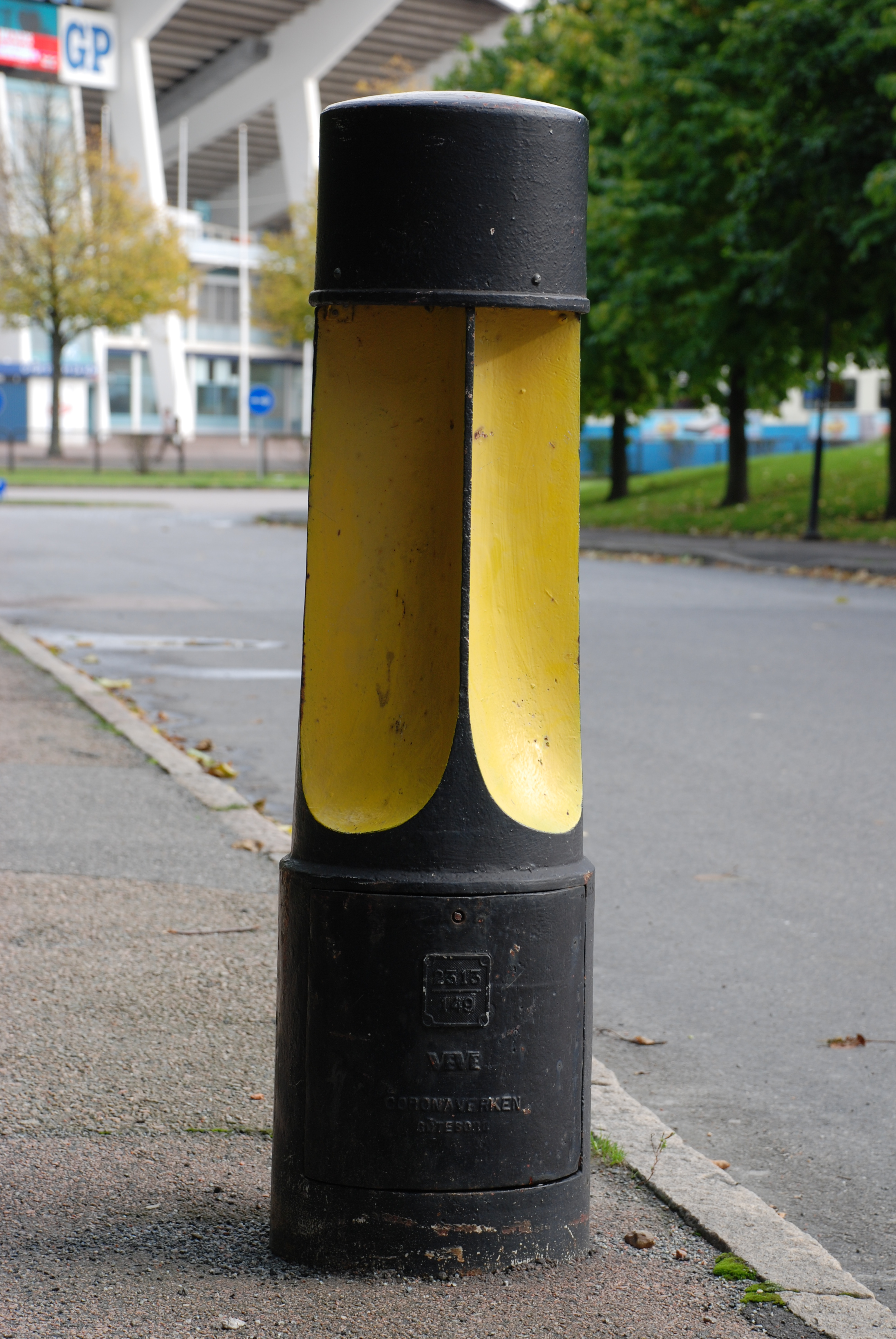
"Fontellare" tillverkad på Coronaverken, placerad utanför Polishuset vid Skånegatan.

Coronaverken AB, som grundades 1918 i Göteborg, tillverkade sedan flera år industritvättmaskiner och de köpte 1948 Domus. Domus hade på den tiden ingen anknytning till KF. Coronaverken hade i sin tur blivit uppköpta året innan av CTC (Celsius-Tellander-Clarin, nuvarande CTC Enertech), ett Göteborgsföretag som sedan 1923 tillverkade värmepannor och varmvattenberedare.
Efter uppköpen tillverkades industritvättmaskiner fortfarande av Coronaverken på Hisingen och mindre tvättmaskiner av Domus i Kungsbacka. Wascator blev försäljningsbolaget som nu, enligt reklamen, kunde erbjuda tvättmaskiner "från den minsta till den största".
Coronaverken tillverkade en tid även refugstolpar med inbyggd belysning, ofta kallade "fontellare" efter polismästare Ernst Fontell.

### Hemtvättmaskinerna slår igenom
De små maskinerna var till en början osofistikerade, men i början av 1950-talet lyckades man konstruera en reverserande elmotor och något senare en helautomatisk modell med inbyggd centrifug. Därmed hade man fått fram en perfekt hemmatvättmaskin till relativt överkomligt pris. Det gällde nu att övertyga husmödrarna om att maskintvätt var lika bra som handtvätt. Därför ingick i marknadsföringen även en tvättbuss och släpvagnar med tvättmaskiner, som turnerade i landet.   
Under 1960-talet tilltog exporten, från början till tvättbarer i USA. Senare även till England, Australien och Danmark när idén om tvättbarer spreds. Tillverkningen i Göteborg och Kungsbacka flyttades från 1959 och några år framåt successivt till CTC:s anläggningar i Ljungby. 

### Uppköp
1965 köpte CTC konkurrenten Verkstads AB Calor av Kooperativa Förbundet och deras tillverkning i Bromma avvecklades. Samma år invigde CTC en ny stor fabrik i Ronneby. Efter sammanslagningen av Calor och Wascator blev CTC Europas största tillverkare av tvättmaskiner i storlek 7 - 300 kg. Dessutom tillverkades centrifuger, torktumlare, manglar, strykpressar mm.  För att även få en hushållsmaskin i sortimentet inköptes tillverknings- och försäljningsrätten till en 5 kg helautomatisk tvättmaskin från Värmos Metallindustri AB i Kallinge.

### Wascator självständigt
Calors tillverkning av stora maskiner var inte lönsam eftersom de tillverkades i små serier med mycket stort inslag av hantverk. Friktioner uppstod i samordningen, inte bara av produktionen, utan även av försäljnings- och serviceorganisationerna. Wascator var den expansiva och lönsamma delen och till sist lyckades ledningen för Wascator utverka att Wascator AB blev ett fristående bolag inom Coronaverken 1972. Samtidigt flyttades produktionen i Ljungby över från Fogdegatan till nybyggda lokaler på Ringvägen. Calorproduktionen flyttades i mitten av 1970-talet från Ronneby till nya lokaler i Ljungby.

### Electrolux förvärvar Wascator
Tvättutrustningsindustrin i Sverige bestod i början av 1970-talet av tre konkurrerande företag: Calor, Electrolux som 1944 hade köpt upp Calors främsta dåvarande konkurrent Bohus Mekaniska Verkstad och CTC med Coronaverken och Wascator. Coronaverken kom i akut kris under 1971 och det ledde till att Wascator 1973 såldes till Electrolux, som dittills trots många försök aldrig hade lyckats etablera sig på "den våta sidan" inom vitvarubranschen. Lågkonjunkturen i mitten av 1970-talet framtvingade omstruktureringar av produktionen. Diskmaskinstillverkningen som startades i slutet av 1960-talet lades ner 1974. En satsning på hushållstvättmaskiner kom av sig och 1978 slutade man även med den produktgruppen. Sedan 1978 profilerade sig Wascator på maskiner från 7 kg och uppåt.
CTC förknippas idag (2011) med den delen av företaget som tillverkade värmeprodukter och som blev kvar när Wascator såldes, CTC Enertech.

### Namnet Wascator försvinner
År 1997 introducerades namnet Electrolux Laundry Systems för koncernen och i september 2004 försvann varumärket Electrolux-Wascator. Nu har alla produkter från Electrolux Laundry Systems ett enda, globalt varumärke: Electrolux.